# 제22회 청룡영화상
제22회 청룡영화상은 2001년 12월 12일에 열린 시상식이다.

## 수상 및 후보

### 최우수 작품상
- 봄날은 간다 - 싸이더스 수상

### 감독상
- 파이란 - 송해성 수상

### 남우주연상
- 파이란 - 최민식 수상
- 친구 - 유오성
- 봄날은 간다 - 유지태
- 번지 점프를 하다 - 이병헌
- 친구 - 장동건
- 신라의 달밤 - 차승원

### 여우주연상
- 소름 - 장진영 수상
- 와니와 준하 - 김희선
- 인디안 썸머 - 이미연
- 봄날은 간다 - 이영애
- 나도 아내가 있었으면 좋겠다 - 전도연
- 엽기적인 그녀 - 전지현

### 남우조연상
- 무사 - 안성기 수상
- 달마야 놀자 - 김수로
- 킬러들의 수다 - 신하균
- 신라의 달밤 - 이종수
- 흑수선 - 정준호

### 여우조연상
- 와이키키 브라더스 - 오지혜 수상
- 킬러들의 수다 - 공효진
- 수취인불명 - 방은진
- 와니와 준하 - 최강희
- 조폭 마누라 - 최은주

### 신인남우상
- 엽기적인 그녀 - 차태현 수상
- 소름 - 김명민
- 킬러들의 수다 - 원빈
- 베사메무쵸 - 전광렬
- 친구 - 정운택

### 신인여우상
- 고양이를 부탁해 - 이요원 수상
- 친구 - 김보경
- 나비 - 김호정
- 고양이를 부탁해 - 옥지영
- 눈물 - 조은지

### 신인감독상
- 번지 점프를 하다 - 김대승 수상
- 와니와 준하 - 김용균
- 나도 아내가 있었으면 좋겠다 - 박흥식
- 소름 - 윤종찬
- 고양이를 부탁해 - 정재은

### 기술상
- 와이키키 브라더스 - 임재영 수상

### 각본상
- 번지 점프를 하다 - 고은님 수상

### 인기스타상
- 이병헌 수상
- 장동건 수상
- 정우성 수상
- 김희선 수상
- 신은경 수상
- 이미연 수상

### 한국영화 최다관객상
- 친구 - 시네라인 2 수상

### 정영일영화평론가상
- 정영일 수상